# Nans-sous-Sainte-Anne
Nans-sous-Sainte-Anne ist eine französische Gemeinde mit 169 Einwohnern (Stand: 1. Januar 2022) im Département Doubs in der Region Bourgogne-Franche-Comté.

## Geographie

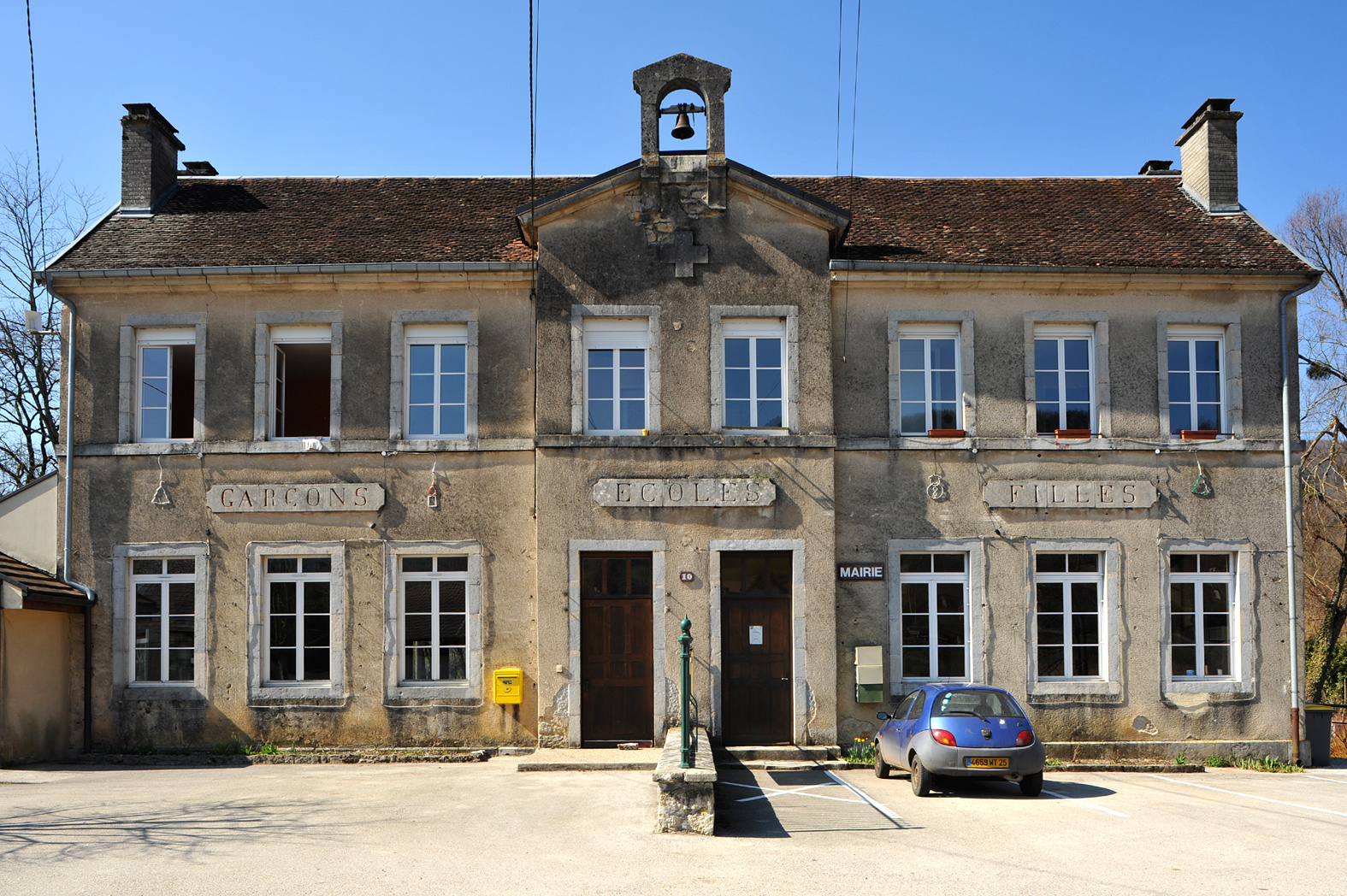
Gemeindeverwaltung im ehemaligen Schulhaus

Nans-sous-Sainte-Anne liegt auf 365 m über dem Meeresspiegel, etwa 18 Kilometer südwestlich von Ornans und 29 km südlich der Stadt Besançon (Luftlinie). Das Dorf erstreckt sich im Jura, in einem von steilen Hängen umgebenen Talkessel des Lison, der von markanten Felswänden und Vorsprüngen gesäumt ist, nördlich der Source du Lison.
Die Fläche des 8,86 km² großen Gemeindegebiets umfasst einen Abschnitt des französischen Juras. Der zentrale Teil des Gebietes wird vom Talkessel von Nans eingenommen, wobei der flache Talboden einen Durchmesser von ungefähr einem Kilometer aufweist. Von Süden nach Norden wird der Kessel vom Lison durchquert, der hier mehrere kurze Seitenbäche aufnimmt. Mit einem tief eingeschnittenen Klustal durchbricht der Lison unterhalb von Nans die Höhen der Forêt de Fertans (610 m, im Westen) und Montmahoux (bis 768 m, im Osten). Im Südwesten des Talkessels befindet sich der schmale Vorsprung des Bois Bovard (bis 670 m), im Süden die Höhe von Sainte-Anne (700 m) und im Osten der Mont Mahoux, an dessen Hang mit 770 m die höchste Erhebung von Nans-sous-Sainte-Anne erreicht wird. Die Hänge sind von ausgeprägten Kalkfelswänden und Vorsprüngen durchzogen und zeigen verschiedenenorts Höhlen und Abris. Unterhalb einer hohen Felswand in einem eindrücklichen Felskessel etwa 1,5 km südöstlich des Dorfes entspringt der Lison mit einer stark schüttenden Karstquelle, welche zu den meistbesuchten Natursehenswürdigkeiten der Franche-Comté gehört.
Nachbargemeinden von Nans-sous-Sainte-Anne sind Éternoz-Vallée-du-Lison im Norden, Montmahoux im Osten, Crouzet-Migette und Sainte-Anne im Süden sowie Geraise, Salins-les-Bains und Saizenay im Westen.

## Geschichte

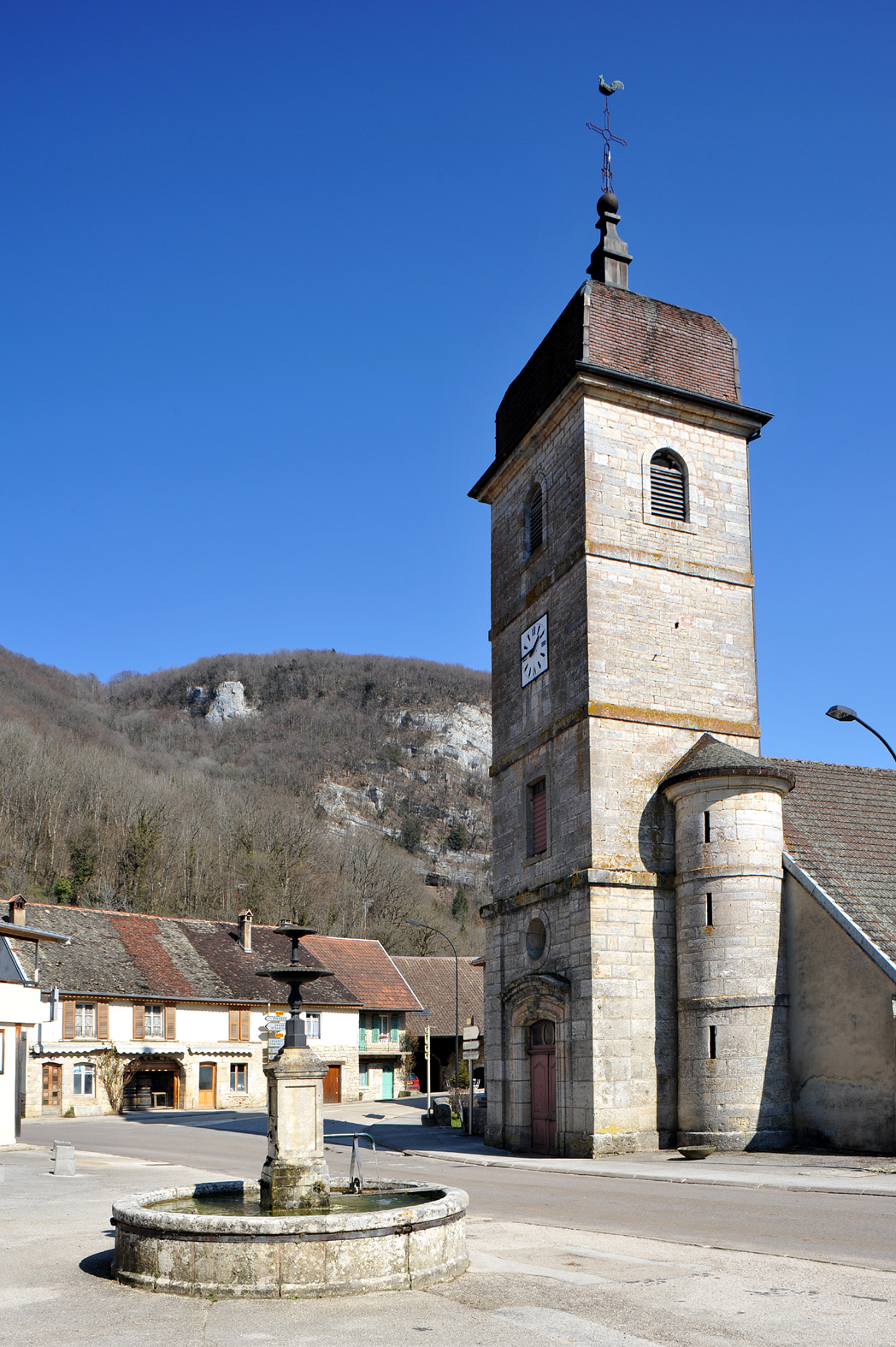
Dorfbrunnen und Kirche

Das Gemeindegebiet von Nans-sous-Sainte-Anne war schon sehr früh besiedelt. In der Grotte du Père Mitoulet wurden zahlreiche Überreste aus den Epochen vom Neolithikum bis zur gallorömischen Zeit gefunden. 
Im 12. Jahrhundert erscheint Nans erstmals in den Urkunden. Der Ortsname stammt ursprünglich aus der gallischen Sprache und bedeutet so viel wie Bach (meist in einem tief eingeschnittenen Tal). Seit dem Mittelalter gehörte das Dorf den Herren von Chalon. Die Familie Montrichard, Vasallen der Herren von Chalon, errichteten im 15. Jahrhundert in Nans ein Schloss. Zusammen mit der Franche-Comté gelangte das Dorf mit dem Frieden von Nimwegen 1678 an Frankreich.
Die reichlich vorhandene Wasserkraft wurde seit dem Mittelalter für den Betrieb von Mühlen genutzt. Im Jahr 1619 wurde ein Eisenhammer gegründet. So erlangte die Eisenverarbeitung (Herstellung von Sensen und Radspeichen) bald regionale Bedeutung. Heute ist Nans-sous-Sainte-Anne Mitglied des Gemeindeverbandes Loue-Lison.

## Sehenswürdigkeiten

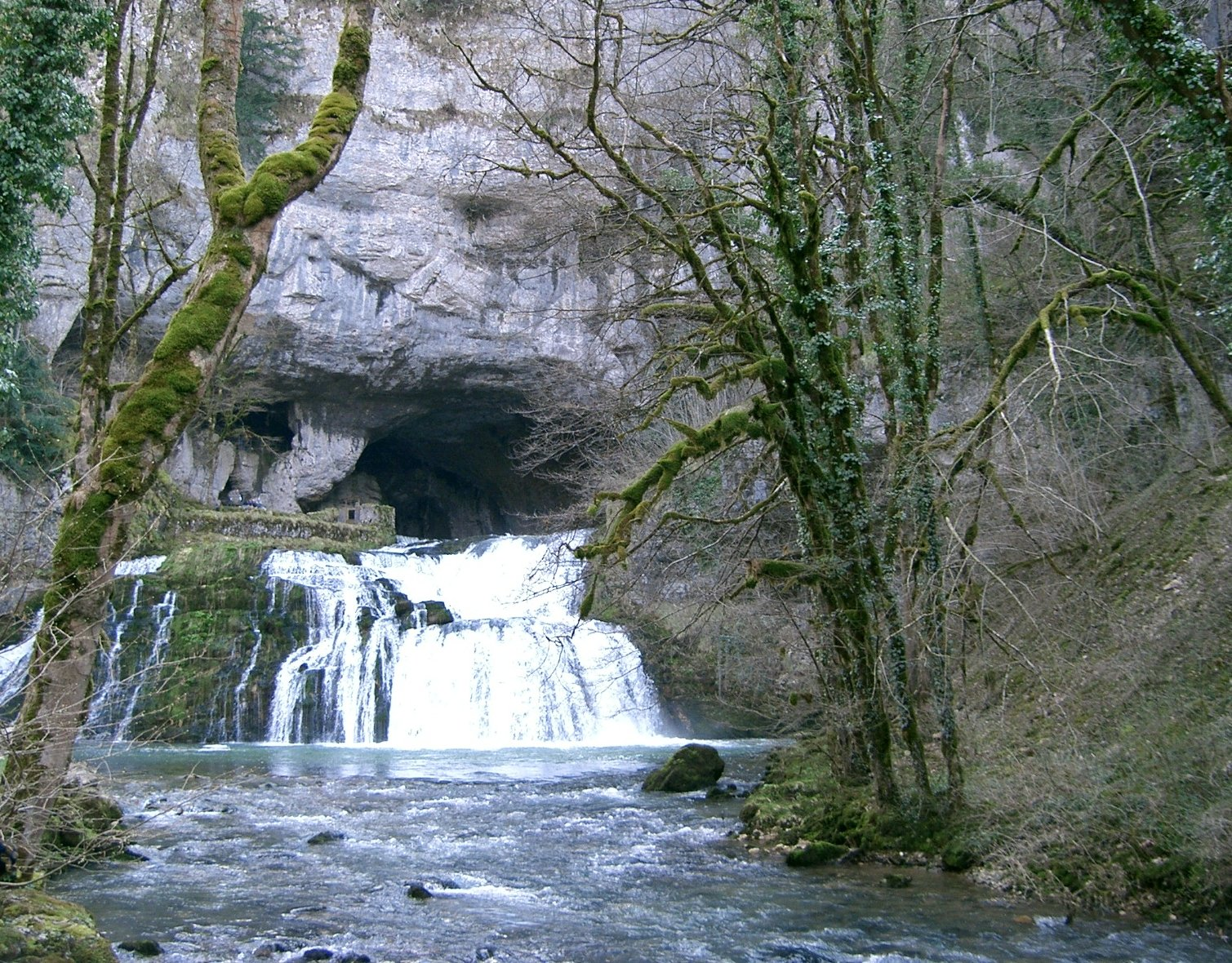
Die Karstquelle des Lison

Die zweischiffige Kirche von Nans wurde im 15. Jahrhundert im Stil der Spätgotik erbaut. Erhalten sind auch das Château Mirabeau (ursprünglich aus dem 15. Jahrhundert) und zahlreiche Häuser aus dem 17. bis 19. Jahrhundert. In den Gebäuden der ehemaligen Schmiedewerkstatt wurde das Museum La taillanderie eingerichtet. Die bedeutendste Sehenswürdigkeit des Ortes ist jedoch die Karstquelle des Lison sowie die in unmittelbarer Nachbarschaft gelegenen Creux Billard (rund 80 m hoher Wasserfall) und die eindrucksvolle Felswand der Grotte Sarrazine. Sie ziehen jährlich ungefähr 150.000 Besucher an.

## Bevölkerung
| Jahr                       | 1962 | 1968 | 1975 | 1982 | 1990 | 1999 | 2006 | 2016 |
| Einwohner                  | 138  | 113  | 128  | 141  | 142  | 125  | 141  | 147  |
| Quellen: Cassini und INSEE |      |      |      |      |      |      |      |      |

Mit 169 Einwohnern (1. Januar 2022) gehört Nans-sous-Sainte-Anne zu den kleinen Gemeinden des Départements Doubs. Nachdem die Einwohnerzahl in der ersten Hälfte des 20. Jahrhunderts markant abgenommen hatte (1881 wurden noch 366 Personen gezählt), wurden seit Beginn der 1960er Jahre nur noch geringe Schwankungen verzeichnet.

## Wirtschaft und Infrastruktur
Nans-sous-Sainte-Anne war bis weit ins 20. Jahrhundert hinein ein vorwiegend durch die Landwirtschaft und die Forstwirtschaft wie auch durch die Metallverarbeitung geprägtes Dorf. Die Schmiedewerkstatt wurde 1969 geschlossen. Heute gibt es einige Betriebe des lokalen Kleingewerbes. Viele Erwerbstätige sind Wegpendler, die in den größeren Ortschaften der Umgebung ihrer Arbeit nachgehen.
Dank der Nähe der Source du Lison und weiterer Sehenswürdigkeiten profitiert Nans-sous-Sainte-Anne heute auch vom Fremdenverkehr.
Die Ortschaft liegt abseits der größeren Durchgangsstraßen an der Departementsstraße D 492, die von Salins-les-Bains nach Ornans führt. Weitere Straßenverbindungen bestehen mit Crouzet-Migette und Saraz.